# Antigua Casa de la Villa de Gaibiel

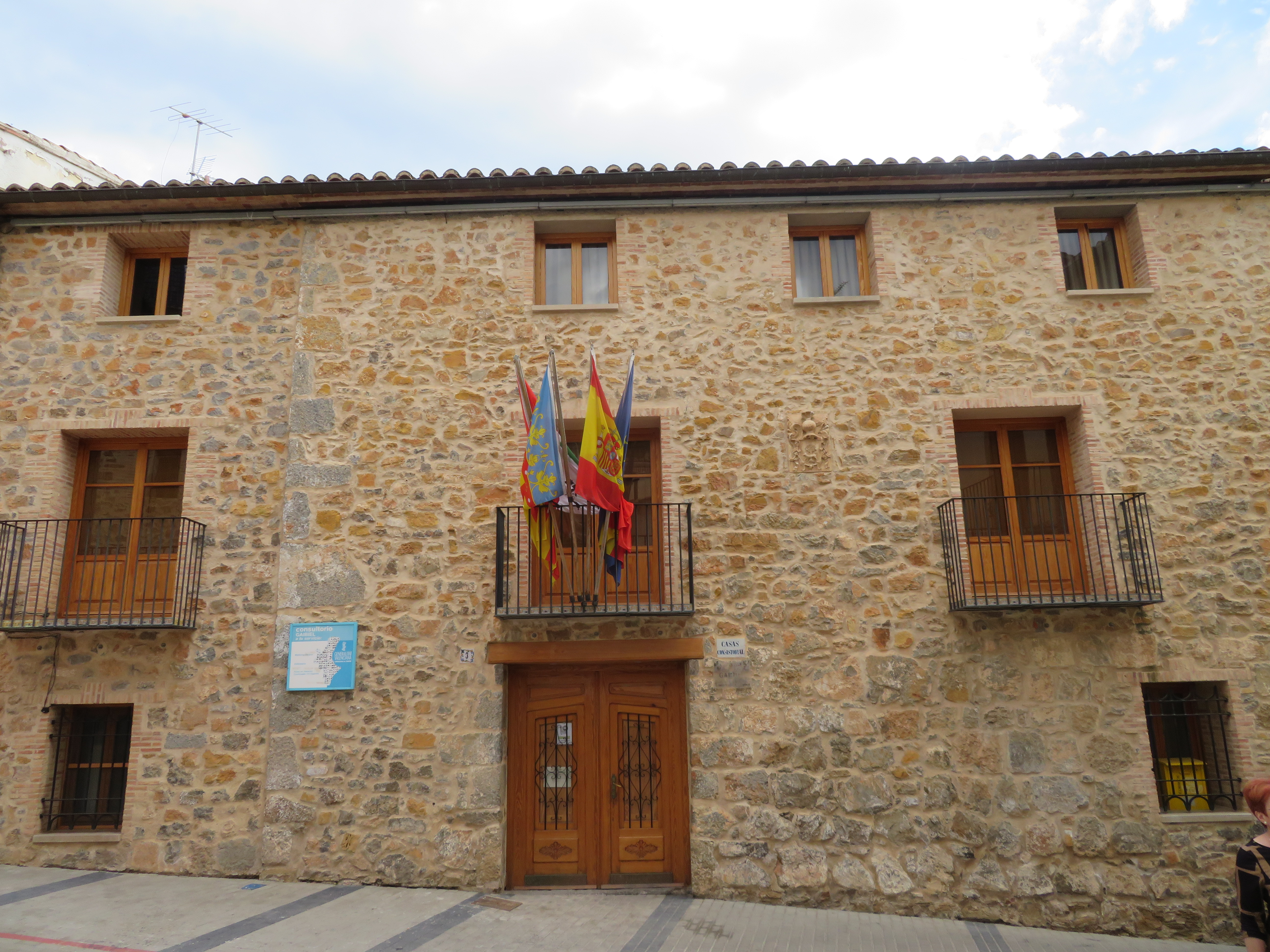
Antigua Casa de la Villa de Gaibiel (Castellón).

La Antigua Casa de la Villa de Gaibiel, conocida también como Casa de la Villa, está situada en el centro urbano, en la plaza Constitución número 3, frente a la iglesia de la localidad de Gaibiel, comarca del Alto Palancia, en la Provincia de Castellón. Es un edificio administrativo de arquitectura popular construido en el siglo XVII. Está catalogado como Bien de Relevancia Local según consta en la Dirección General de Patrimonio Artístico de la Generalidad Valenciana, con código identificativo número: 12.07.065-002.

## Descripción
La Casa de la Villa es un edificio de tres alturas, de planta rectangular, con tres crujías paralelas entre fachadas, situado en esquina. Su fachada principal recae a la plaza mientras que la posterior recae a una zona de huertos. En la planta baja los muros de carga (cuyo grosor oscila entre 50 y 70 cm) cuentan con arcos rebajados, lo que permitía un amplio espacio necesario por el uso público para el que el edificio fue diseñado.
Los diferentes usos que este edificio ha tenido a lo largo de la historia (Cámara Agraria, casa del maestro, almacén municipal, matadero…) han provocado modificaciones, pese a ello el forjado realizado con viguetas de madera y revoltón de ladrillo.
El tejado es a dos aguas y está cubierto de teja árabe.
También externamente ha sufrido cambios considerables, quizás como los del interior, debido a sus diferentes y diversos usos en el tiempo. Así su fachada principal que originalmente presentaba una sola portada en la planta baja, ha pasado a tener en la actualidad tres puertas de entrada. Los balcones del piso principal, y ventanas en el superior también fueron modificados; de este modo podemos ver actualmente tres balcones y seis ventanas de diferentes tamaños en la planta superior. La fachada posterior no se vio libre de cambios, sobre todo a raíz de una desafortunada de mediados del siglo XX que realizó un añadido para con ello conseguir aumentar el tamaño de la planta. Además, fijándose en los restos se puede afirmar que la fachada posterior tenía una logia de arquillos corridos en la parte superior, de los lamentablemente solo quedan tres.